# 横手市平鹿野球場
横手市平鹿野球場（よこてしひらかやきゅうじょう）は、秋田県横手市平鹿町浅舞にある野球場である。2007年（平成19年）の秋田わか杉国体では軟式野球一般Bのメイン会場となった。別名十五野公園野球場（じゅうごのこうえんやきゅうじょう）。

## 施設概要
- 施設面積：
- 両翼：100m、中堅：122m
- 内野：土、外野：天然芝
- スコアボード：得点部磁気反転式
- 収容人員：10,000席（内野スタンド：4,400席　外野スタンド：5,600席）
- 照明設備：あり

## 交通
- 東日本旅客鉄道（JR東日本） 奥羽本線 醍醐駅から県道270号を徒歩で約30分
- 秋田自動車道・東北中央自動車道 横手ICから車で約15分
- 駐車場：118台（うち大型10台）